# نامه تنسر به گشنسب
نامهٔ تَنْسَرْ به گُشْنَسْبْ رسالهٔ کوچکی به‌ زبان فارسی میانه بود که ابن مقفع آن را به عربی ترجمه‌ کرد، و سپس به‌دست ابن اسفندیار به فارسی نو ترجمه گردید و در کتاب تاریخ طبرستان گنجانده‌ شد. اکنون اصل فارسی میانه و ترجمهٔ عربی آن در دست نیست. این نامه را تنسر، هیربدان هیربد در دورهٔ اردشیر بابکان، در پاسخ به گشنسب، پادشاه طبرستان و پَذَشْخوارْگَرْ و گیلان و دیلمان و رویان و دماوند نوشته‌است. دلیل نگارش نامه، نگرانیِ گشنسب نسبت به برخی از فعالیت‌های اردشیر بابکان، پادشاه تازهٔ ایران بوده که سبب خودداری گشنسب از فرمانبرداری پادشاه شد، و ازهمین‌رو، تنسر درصدد بود تا به پرسش‌ها و نگرانی‌های گشنسب پاسخ گوید.
نامهٔ تنسر با دیباچه‌ای از ابن مقفع و از زبان «بهرام بن خرزاد و او از پدر خویش، منوچهر موبدِ خراسان و علمای پارس» آغاز شده‌است و در آن از تاختن سپاه اسکندر به پارس و جنگ با دارا یاد می‌شود. پس از دیباچه، متنِ نامه آغاز می‌شود که به‌شیوهٔ نامه‌نگاری‌های دورهٔ ساسانیان، نام فرستنده که یک پادشاه بود و پایگاه برتری دارد، پیش از نام گیرندهٔ نامه آمده‌است. برحسب موضوعاتی که فرستنده مطرح کرده و ایراداتی که وارد آورده‌است، مجتبی مینوی نامه را به ۱۷ بند تقسیم کرده که تقسیم‌بندی او امروزه مورد ارجاع است.
دربارهٔ زمان نوشتن نامهٔ تنسر اختلاف نظر وجود دارد. بیشترِ پژوهشگران عقیده دارند که نامهٔ تنسر در دورهٔ خسرو انوشیروان نوشته شده و هدف از نوشتن آن، مشروعیت‌دادن به آیین‌ها و قوانین و نهادهای تازه‌ای بود که انوشیروان به‌وجود آورده‌بود. این گروه از پژوهشگران عقیده دارند که نامهٔ تنسر ساخته و پرداخته شده‌است تا اندیشه‌ها و نوآوری‌ها و تغییراتی که در این نامه دیده می‌شوند، پدیده‌ای کهن و از روزگار اردشیر بابکان شناخته‌شوند. عده‌ای نیز زمان نوشتن نامه را منطبق با آنچه در متن نامه ادعا شده، در دورهٔ اردشیر بابکان می‌دانند و معتقدند که آگاهی‌های این نامه، به‌طور کامل، رخدادهای دورهٔ آغازین تاریخ ساسانیان است و هنگام ترجمهٔ نامهٔ تنسر به عربی، پاره‌ای آگاهی‌ها و گفتارهای تازه به این نامه افزوده‌اند. برخی نیز حتی نامهٔ تنسر را از ساخته‌های دورهٔ یزدگرد سوم برای بازسازی شاهنشاهی ناتوان و آشفتهٔ ساسانیان می‌دانند.
نامهٔ تنسر را نخستین بار جیمز دارمستتر، از روی دو نسخهٔ تاریخ طبرستان، در سال ۱۸۹۴ میلادی انتشار داد. پس از او، علی‌اکبر دهخدا، در سال ۱۳۰۵ ه‍.ش نامهٔ تنسر را همراه با توضیحات و یادداشت‌هایی در امثال و حکم انتشار داد. سپس مینوی در سال ۱۳۱۱ ه‍.ش متن نامهٔ تنسر را با مقدمه‌ای طولانی و یادداشت به چاپ رساند. در سال ۱۹۶۵ میلادی هیرثا کیرکترپ مولر نامهٔ تنسر چاپ مینوی را به زبان دانمارکی ترجمه کرد. ترجمهٔ انگلیسی مری بویس، با مقدمه‌ای طولانی و یادداشت‌های فراوان در سال ۱۹۶۸ میلادی در رُم انتشار یافت. در سال ۱۳۹۶ ه‍.ش نیز شهرام جلیلیان متن نامه را به‌همراه پیشگفتاری تاریخی و یادداشت‌هایی مفصل در اهواز منتشر کرد.

## پیشینه
به‌گزارش نامهٔ تنسر به گشنسب، این نامه را تنسر، هیربدان هیربد در دورهٔ اردشیر بابکان، در پاسخ به گشنسب، پادشاه طبرستان و پَذَشْخوارْگَرْ و گیلان و دیلمان و رویان و دماوند نوشته‌است. چرایی نگارش نامه، نگرانیِ گشنسب نسبت به پاره‌ای از فعالیت‌های پادشاه تازهٔ ایران بوده که سبب خودداری گشنسب از فرمانبرداری پادشاه شد، و ازهمین‌رو، تنسر درصدد بود تا به پرسش‌ها و نگرانی‌های وی پاسخ گوید. چنان‌که از محتوای رساله برمی‌آید، گشنسب به بعضی از اقدامات اردشیر به دیدهٔ انتقاد می‌نگریسته و در نامه‌ای به تنسر دلیل این اقدامات را از وی پرسیده‌است.

### گشنسپ‌شاهان
نامهٔ تنسر از نخستین مکتوباتی است که نام طبرستان در آن آمده‌است و نشان می‌دهد در عصر پیدایش ساسانیان، طبرستان پهنه‌ای مشخص و معین از ایران‌شهر بوده و سرزمین‌های محدود میان گیلان تا گرگان و نواحی کوهستانی پشتخوار را شامل می‌شده‌است. همچنین ابن‌اسفندیار در شرح نامهٔ تنسر می‌گوید گشنسپ شاه، ولایات تحت امرش را از پدرش به ارث برده و نیاکان او طبرستان و پشتخوارگر را با جنگ از نایبان اسکندر مقدونی ستاندند. وی همچنین می‌افزاید که پس از اطاعت گشنسپ از ساسانیان، اردشیر ساسانی مُلکش را به او بخشید و در سرزمینش ابقا نمود. فرزندان گشنسپ نیز تا دوران حکومت قباد، پدر انوشیروان، بر ولایت‌شان حکمفرمایی می‌کردند.

## محتوای نامه

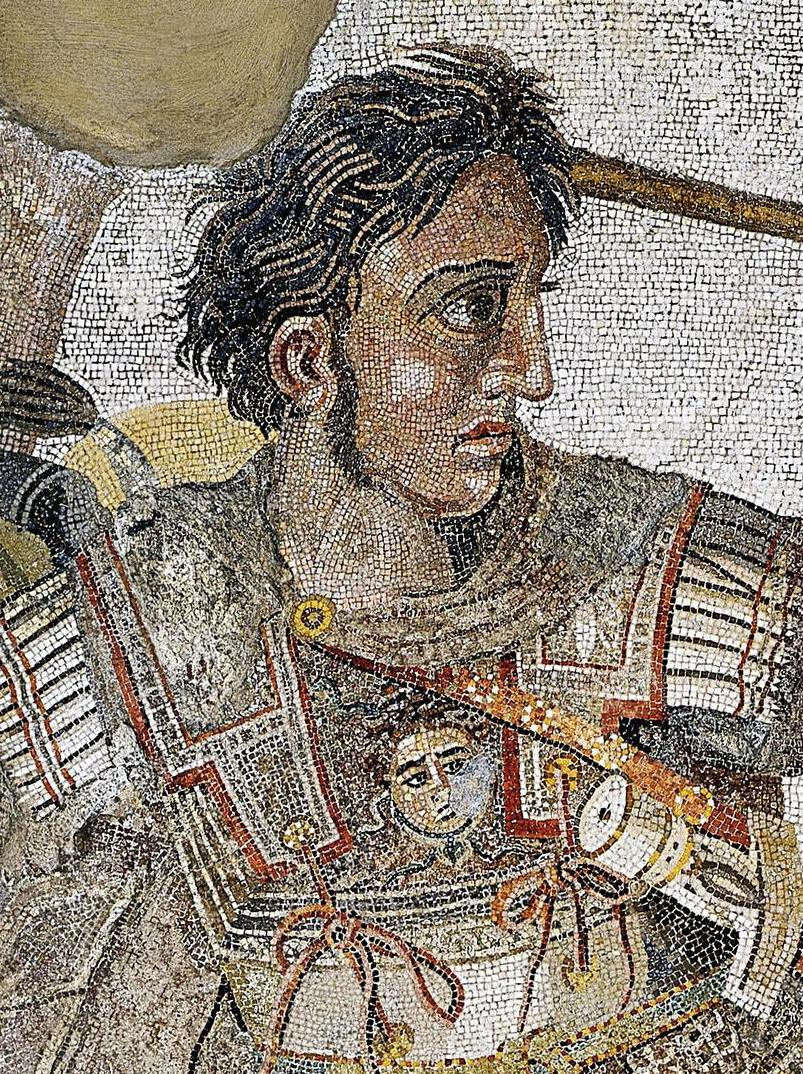
اسکندر در حال نبرد با داریوش سوم. موزائیک اسکندر، موزهٔ ملی باستان‌شناسی ناپل.

در مقدمه از ظهور اسکندر و مرگ دارا و تقسیم ایران به شاهان محلی (ملوک الطوایفی) و سرانجام ظهور اردشیر بابکان و غلبهٔ او بر نود تن از این شاهان از جمله اردوان پنجم آخرین پادشاه اشکانی سخن رفته‌است. پس از آن متن نامه آغاز می‌شود.
برحسب موضوعاتی که فرستنده مطرح کرده و ایراداتی که وارد آورده‌است می‌توان نامه را به ۱۷ بند تقسیم کرد:
- بند یک خاص تعارفات معمول است.
- در بند دوم تنسر به استناد این سخن گشنسب که نوشته‌بود تو در نزد پدر من مقام و منزلتی خاص داشتی و در مصالح امور مملکت اطاعت تو را می‌کرد، می‌نویسد که وی بیش از هر کسی به فرزندان گشنسب نزدیک است و از وی می‌خواهد که برای اظهار اطاعت به درگاه شاه آید زیرا روش اردشیر آن است که شاهانی را که بدو اظهار اطاعت و انقیاد کنند بر مقام خود باقی گذارد هم‌چنان‌که با قابوس شاه کرمان کرد.
- بند سوم پاسخ به اعتراض در مورد بعضی از نوآوری‌های اردشیر است. تنسر آن را مطابق موازین عدالت می‌داند. در این بند است که به روایت معروف سوزاندن اوستا به دست اسکندر مقدونی اشاره شده‌است.
- بند چهارم دربارهٔ سختگیری‌های اردشیر در تغییر از طبقه‌ای به طبقه‌ای دیگر است. درین بند طبقات اجتماعی دوران ساسانی توصیف شده و تأکید شده که تنها در شرایط خاصی تغییر از طبقه‌ای به طبقهٔ دیگر روا بوده‌است.
- بند پنجم به توصیف اوضاع جامعهٔ ساسانی و آشفتگی‌های آن می‌پردازد و گناهکاری مردم را دلیل خون‌ریزی‌های اردشیر می‌داند.
- بند ششم پاسخ به این سخنِ اعتراض‌آمیزِ گشنسب است که مردم دربارهٔ خون‌ریزی‌های شاه بسیار سخن می‌گویند و دچار وحشت شده‌اند. تنسر از این کار دفاع می‌کند و عقوبت‌ها را به روشی که اردشیر یکم در پیش گرفته عادلانه می‌داند. بر طبق این روش، برخلاف روش پیشینیان گناهکار را نخست زندانی، و به مدت یکسال او را نصیحت می‌کنند و اگر توبه کرد او را رها می‌سازند و اگر اصرار بر گناه داشت او را به مجازات می‌رسانند. برطبق دستور اردشیر بریدن دست ممنوع شده‌بود. همچنین آمده‌است که تا پیش از فرمانروایی اردشیر رسم بود که فرد گریزان از میان لشکر رونده به جنگ را بکشند. اما اردشیر دستور داد که فقط بعضی از آنان را بکشند تا دیگران عبرت گیرند و بعضی دیگر را زنده نگاه دارند تا دیگران به عفو شاه امیدوار باشند و در میان ترس و امید قرار گیرند. در این بند از تعدیل مجازات‌های جنایاتی مانند قتل و وارد آوردن جراحت و مثله کردن که اردشیر دستور آن را داده‌بود، سخن به میان آمده‌است.
- بند هفتم دربارهٔ خاندان‌های بزرگ اشرافی (بیوتات) و مراتب و درجاتی است که اردشیر در مورد آن‌ها قوانین و رسوم جدیدی نهاده‌بود. در این بند توصیه شده که طبقهٔ مِهَنه (اهل حِرَف و پیشه‌گران) صرفاً به جمع مال نپردازند و همچنین اشخاص با کسی از طبقهٔ پایین‌تر از خود ازدواج نکنند. به تفاوت اشراف با عامه از جهت لباس و خانه و باغ و زن و خدمتکار اشاره رفته و گفته شده‌است که اردشیر حتی میان اشراف نیز درجاتی قراد داده‌بود.

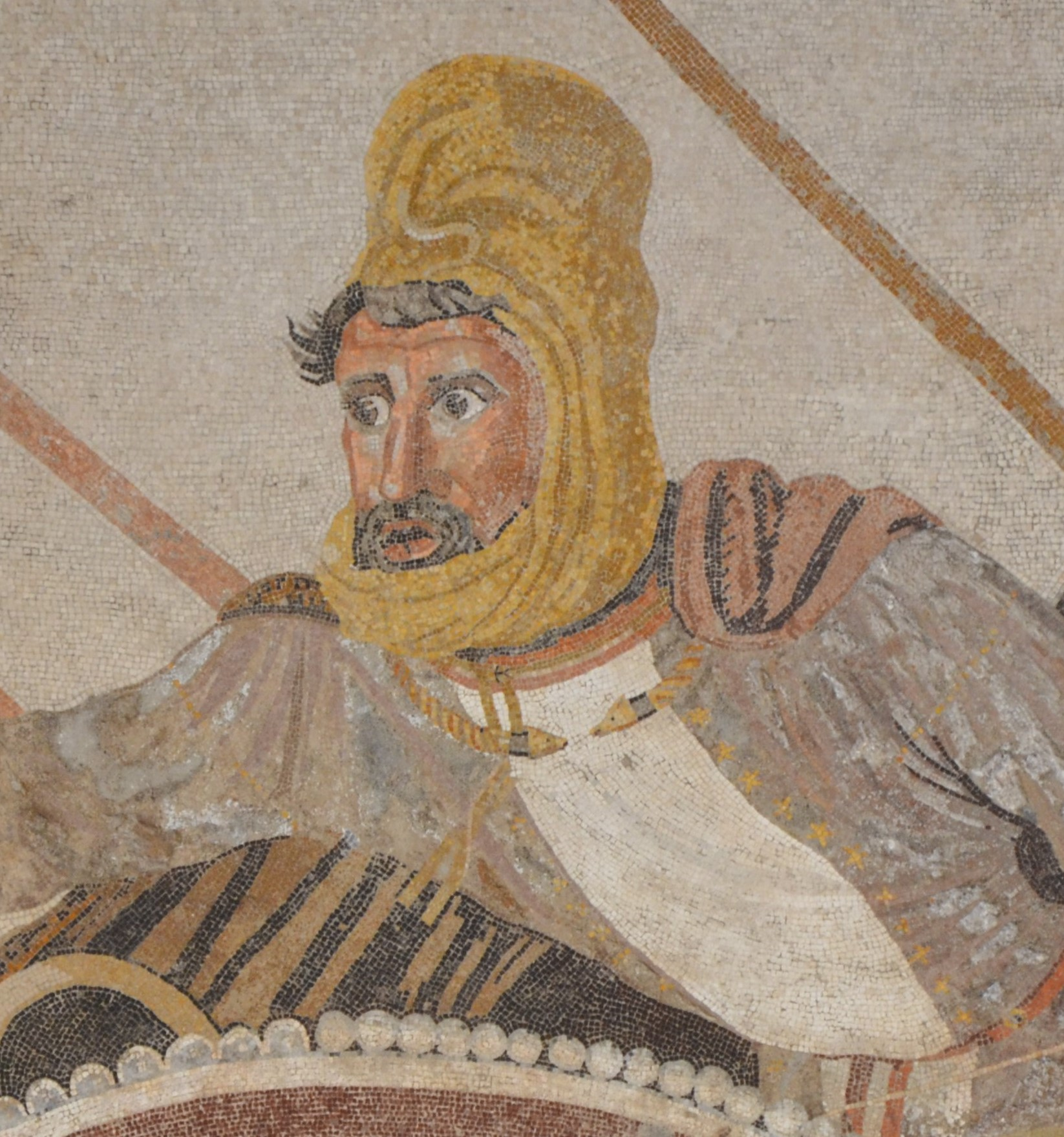
داریوش سوم در حال نبرد با اسکندر. موزائیک اسکندر، موزهٔ ملی باستان‌شناسی ناپل.

- داریوش سوم در حال نبرد با اسکندر. موزائیک اسکندر، موزهٔ ملی باستان‌شناسی ناپل.بند هشتم پاسخ به اعتراض گشنسب دربارهٔ بی‌توجهی اردشیر در موضوع ابدال (در پهلوی ستوریه) در نامهٔ تنسر چنین تعریف شده‌است که اگر کسی درمی‌گذشت و پسر نداشت، بیوهٔ او را به یکی از نزدیکترین خویشاوندان متوفا شوهر می‌دادند؛ و اگر زن نداشت اما دختری داشت، به همین‌گونه دختر را شوهر می‌دادند و اگر هیچ‌یک از این دو را نداشت، از دارایی متوفا زنی را خواستگاری می‌کردند و او را به یکی از نزدیکترین خویشان متوفا می‌سپردند و هر پسری که از او پیدا می‌شد منسوب به مرد متوفای صاحب میراث می‌بود. تنسر در پاسخ می‌نویسد که اردشیر قوانین ارث را از بدعت و نوآوری و آشفتگی رهایی بخشید و آن را به سامان آورد و دستور داد که ابدال شاهزادگان از شاهزادگان و ابدال اشراف از اشراف باشند.
- بند نهم در پاسخ به اعتراض گشنسپ در این مورد است که اردشیر آتش‌ها را از آتشکده‌ها بیرون برده و خاموش کرده‌است. تنسر می‌نویسد که این آتش‌ها برخلاف قانون تأسیس شده‌بودند و این کار اردشیر یکی از اقدامات وی برای ایجاد دولت مرکزی در ایران با آتشکدهٔ سلطنتی واحدی، بوده‌است.
- بند دهم پاسخ به اعتراض گشنسب در معمول داشتن چندین نوع شکنجه است. تنسر این شکنجه‌ها را خاص مجازات جادوگران، راهزنان و بدعت‌گذاران در دین می‌داند.
- بند یازدهم در پاسخ به اعتراض گشنسپ است که نوشته‌بود، شاه مردم را از فراخی معیشت و زیاده خرج کردن منع کرده‌است. تنسر پاسخ می‌دهد که این کار برای تعیین وضع و حد و حدود هر طبقهٔ اجتماعی است و جلوگیری از زیاد خرج کردن برای احتراز از درویشی است. در این بخش بار دیگر بر تفاوت میان طبقات اجتماعی تأکید شده‌است. اشراف از جهت لباس و مرکب و آلات تجمل و شلوار و کلاه و داشتن قصر و پرداختن به صید و دیگر آداب از اهل حِرَف و پیشه‌وران ممتاز بودند. زنان اشراف نیز جامهٔ ابریشمین بر تن می‌کردند. نظامیان نیز درجهٔ برتری از اهل حرف و پیشه‌وران داشتند. این طبقه موظف بودند به نظامیان احترام بگزارند. نظامیان نیز به نوبهٔ خود موظف به ادای احترام به اشراف بودند.
- بند دوازدهم در پاسخ به اعتراضی است که اردشیر جاسوسان و خبرگیران بر مردم گماشته و این کار موجب وحشت شده‌است. تنسر در پاسخ می‌نویسد که این کار لازم است زیرا بی‌خبری شاه از احوال مردم دری به سوی فساد است. سپس شرایط چنین افرادی را ذکر می‌کند.
- بند سیزدهم در پاسخ به این اعتراض گشنسپ است که اردشیر دارایی توانگران و تاجران را گرفته‌است. تنسر در پاسخ می‌گوید که اینان تجار واقعی نبودند بلکه مردمان پست و گناهکاری بودند که ثروت خود را از راه نادرستی فراهم آورده‌بودند. شاه باید اضافهٔ دارایی ثروتمندان را به نفع رعایا بگیرد. اردشیر از توانگران واقعی چیزی به زور نستانده بلکه به رغبت برای او پیشکش آورده‌اند.

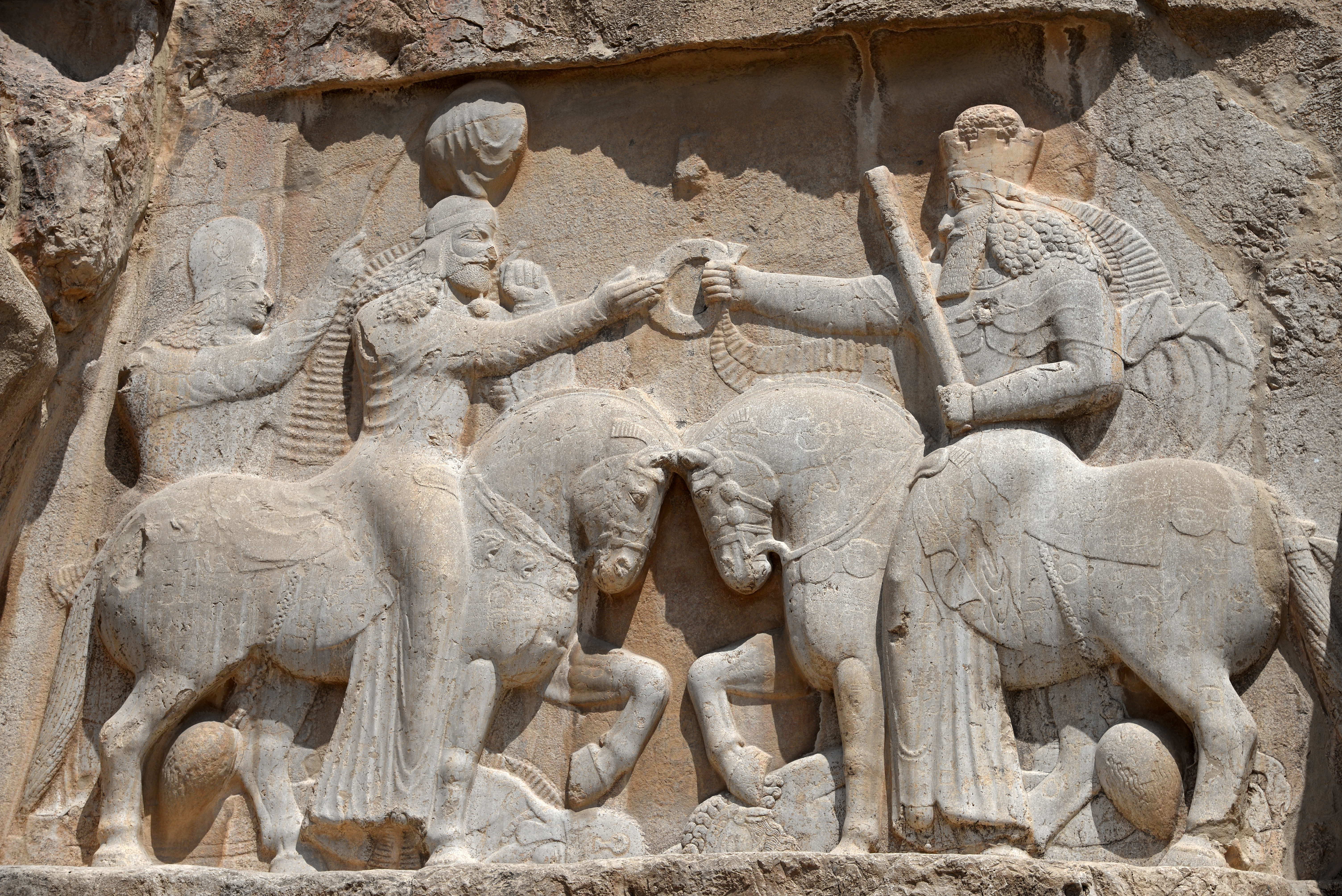
سنگ‌نگارهٔ اهورامزدا و اردشیر بابکان که اردشیر را در حال دیهیم‌ستانی نشان می‌دهد.

- سنگ‌نگارهٔ اهورامزدا و اردشیر بابکان که اردشیر را در حال دیهیم‌ستانی نشان می‌دهد.بند چهاردهم در پاسخ به این سؤال گشنسپ است که چرا شاه ولیعهدی را برای خود معین نمی‌کند. تنسر در پاسخ می‌گوید که این کار موجب می‌شود که شاه گمان کند که ولیعهد پیوسته منتظر مرگ اوست و مهر او از دل شاه برود به علاوه این که وی محسود دیگران می‌گردد و نیز این که بنا به مقامی که دارد، دچار خویشتن‌بینی می‌شود. پس بهتر است که تعیین ولیعهد مخفی بماند. پس از داستانی عبرت‌انگیز، بخش دیگری از نامهٔ گشنسپ را نقل می‌کند که توصیه کرده‌بود لازم است اردشیر با مشورت صاحب‌نظران ولیعهدی را معین کند. در پاسخ به این پیشنهاد تنسر می‌نویسد که اردشیر بهتر دیده‌است که در این مورد به مشورت نپردازد و نشانه‌ای از تمایل خود را نسبت به کسی نشان ندهد؛ بلکه سه نامه به خط خویش بنویسد و یکی را به موبدان موبد و دیگری را به مهتر دبیران و سومی را به سپهبد سپهبدان بسپارد تا پس از درگذشت شاه، موبدان موبد و آن دو تن جمع شوند و نامه‌ها را باز کنند و در مورد انتخاب شاه جدید به تبادل نظر بپردازند. در صورتی که به اتفاق نظر نرسند بر موبدان موبد است که با روحانیان دیگر مشورت کند و سرانجام نظر او بر هر کس قرار گرفت، همه موظفند از آن پیروی کنند.
- بند پانزدهم پاسخ به سؤال گشنسپ در مورد بزم و رزم و صلح و جنگ اردشیر است. در آغاز از تقسیمات چهارگانه سخن رفته‌است. سپس آمده‌است که نبردهای اردشیر برای حفظ نواحی ایران است. لشکرکشی او به روم برای گرفتن انتقام داریوش سوم از جانشینان اسکندر مقدونی و برای معمور داشتن خزانه و آبادان کردن شهرهایی است که اسکندر به تصرف درآورده‌بود. اردشیر بر آن است که نوادگان آنان را به اسارت درآورده و بر آنان خراج معین کند.
- بند شانزدهم متضمن نظر تنسر دربارهٔ اقداماتی است که گشنسپ ظاهراً قصد اجرای آن‌ها را در ناحیهٔ فرمان‌روایی خود داشته‌است. تنسر بدو می‌نویسد که گشنسپ نمی‌تواند خلاف رأی همهٔ مردم رفتار کند. ظاهراً منظور او این است که وی چاره‌ای جز انقیاد و اطاعت ندارد.
- بند هفدهم در پاسخ به ادعای گشنسپ است که بنابر آن وی خود را با اردشیر خویشاوند خوانده و از نوادگان اردشیر، پسر اسفندیار، دانسته‌است. ظاهراً ادعای او آن بوده‌است که خود را با اردشیر برابر به‌شمار آورد. تنسر بدو توصیه می‌کند که هر چه زودتر به خدمت شاه بیاید. در پایان این بند نویسنده به شرح کارهای اردشیر در مدت ۱۴ سال حکومت می‌پردازد.

## زمانِ نوشتن نامه
دربارهٔ تاریخ‌گذاری نامهٔ تنسر دیدگاه‌های گوناگونی وجود دارد. بیشترِ پژوهشگران عقیده دارند که نامهٔ تنسر در دورهٔ خسرو انوشیروان نوشته شده و هدف از نوشتن آن، مشروعیت‌دادن به آیین‌ها و قوانین و نهادهای تازه‌ای بود که انوشیروان به‌وجود آورده‌بود. این گروه از پژوهشگران عقیده دارند که نامهٔ تنسر ساخته و پرداخته شده‌است تا اندیشه‌ها و نوآوری‌ها و تغییراتی که در این نامه دیده می‌شوند، پدیده‌ای کهن و از روزگار اردشیر بابکان شناخته شوند. عده‌ای نیز زمان نوشتن نامه را منطبق با آنچه در متن نامه ادعا شده، در دورهٔ اردشیر بابکان می‌دانند و معتقدند که آگاهی‌های این نامه، به‌طور کامل، رخدادهای دورهٔ آغازین تاریخ ساسانیان است و هنگام ترجمهٔ نامهٔ تنسر به عربی، پاره‌ای آگاهی‌ها و گفتارهای تازه به این نامه افزوده‌اند. برخی نیز حتی نامهٔ تنسر را از ساخته‌های دورهٔ یزدگرد سوم برای بازسازی شاهنشاهی ناتوان و آشفتهٔ ساسانیان می‌دانند.

### دورهٔ خسرو انوشیروان

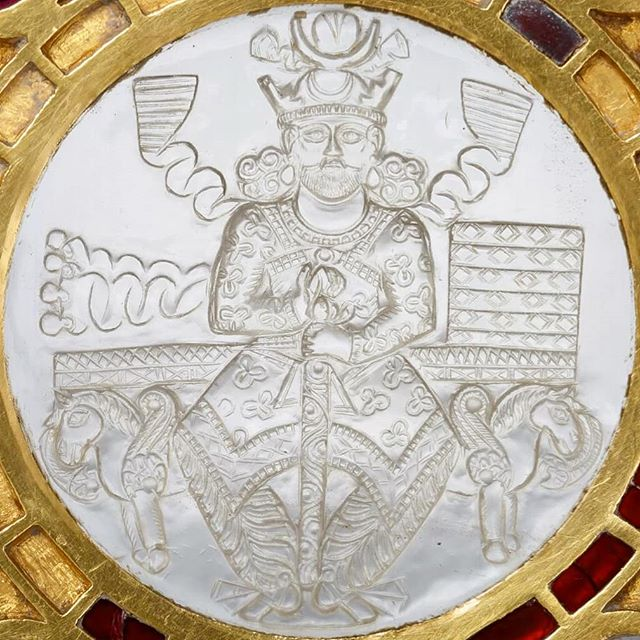
انوشیروان دادگر بر بشقابی زینتی در کابینه مدال‌های پاریس

پژوهشگرانی که زمان نوشتن نامه را در دورهٔ خسرو یکم می‌دانند معتقدند که این نوشتهٔ ساختگی، جعلیاتی است دارای جهت خاص که آگاهانه به نویسندگان متقدم نسبت داده شده‌است تا به یاری زمان برای اندیشه‌هایی که در این نوشته‌ها آمده، حیثیت و اعتبار بیشتری پدید آید.
کریستنسن در گفتاری دربارهٔ نامهٔ تنسر می‌گوید: «در میان منابع اطلاع ما بر تأسیسات عهد ساسانی، یکی از آن‌ها که در درجهٔ اول اهمیت است، نامهٔ تنسر به شاه طبرستان است. معلوماتی که از این نامه به دست می‌آید، تا آنجا که ما می‌توانیم نقد کنیم و بسنجیم، به‌قدری قطعی است که بدون هیچ شک می‌توان گفت این نامه در عهد ساسانیان انشاء شده‌است. از طرف دیگر، از همان نخستین بار که من این نامه را خواندم، به خاطرم راه یافت که یک رسالهٔ ادبی که در عهد خسروان نگاشته شده‌است در دست دارم، که در آن اردشیر را مظهر و پیشوای حکمت و تدبیر سیاسی و مؤسس کلیهٔ ترتیبات و رسوم مملکت‌داری قرار داده‌اند؛ و به من چنین اثر بخشید که شخصی به قصد آشنا ساختن هم‌عصران خویش با مسائل تاریخی و دینی و سیاسی و اخلاقی، چنین وانمود کرده که میان تنسر هیربذان هیربذ و شاه طبرستان — که از اوضاع تازهٔ ایام اردشیر اطلاع نادرستی یافته بوده و از اطاعت به شاهنشاه امتناع داشته — مکاتبه‌ای شده، و در جوابی که از قول تنسر نوشته، آن مسائل را مورد بحث قرار داده‌است؛ نامهٔ مزبور بدین طریق، با تمامی ادبیات اندرزها که در دورهٔ خسروان به کمال رسیده بوده، و حاصل آنها تربیت و تعلیم مردم بوده، کاملاً وفق می‌کرده‌است؛ امتحان دقیق‌تری این تصور نخستین را به خوبی قوت داد و استوار کرد و به مرتبهٔ تصدیق رسانید، و حالا من گمان دارم که می‌توانم به یقینِ صادق حُکم کنم بر این‌که نامهٔ تنسر در عهد خسرو اول انشاء و تلفیق شده‌است».
به عقیدهٔ کریستنسن ویژگی‌هایی همچون، ۱) بازتاب‌یافتن رواداری مذهبی خسرو انوشیروان و نه سختگیری‌های اردشیر بابکان در نامهٔ تنسر؛ ۲) گزارش نامهٔ تنسر دربارهٔ چگونگی تعیین ولیعهد و شاه‌گزینی در شاهنشاهی ساسانیان؛ ۳) اشاره به نام تُرکان و سرزمین آن‌ها؛ ۴) همانندی متن نامهٔ تنسر با اندرزنامه‌های شناخته‌شدهٔ سدهٔ ششم میلادی و همچنین همانندی مقدمهٔ این نامه با سخن برزویه، پزشک دورهٔ خسرو انوشیروان در مقدمهٔ کلیله و دمنه؛ ۵) پافشاری متن نامهٔ تنسر دربارهٔ نگهداری آیین‌های پادشاهی و همچنین طبقه‌بندی اشرافیت ایرانی و پایگاه آن‌ها؛ ۶) اشارهٔ نامه به وجود چهار مرزبان که پادشاهی را به میراث دارند، و اشاره به خراج‌ستاندن پادشاهان ایران از جانشینان اسکندر تا عهد کسری خسرو انوشیروان، و ۷) آگاهی‌های جغرافیایی نامهٔ تنسر دربارهٔ گسترهٔ شاهنشاهی ساسانی و مرزهای آن، همگی نشان می‌دهند که نامهٔ تنسر در دورهٔ خسرو انوشیروان و پس از فروگرفتن مزدکیان و در میانهٔ سال‌های ۵۵۷ تا ۵۷۰ میلادی ساخته و پرداخته‌شده و آگاهانه برای باستانی‌خواندن آیین‌ها و قوانین آن، نامه را از دورهٔ اردشیر بابکان نمایانده‌اند که در خود نامهٔ تنسر همچون بنیان‌گذار همهٔ نهادها و آیین‌های شهریاری در دورهٔ ساسانیان و نماد خردمندی و فرزانگی شناخته شده‌است. مجتبی مینوی هم دیدگاه کریستنسن دربارهٔ نامهٔ تنسر را پذیرفته و تاریخِ نوشتن نامه را دورهٔ پادشاهی خسرو انوشیروان و پس از کشتار مزدک و مزدکیان می‌داند.
همزمان با کریستنسن، یوزف مارکوارت هم نامهٔ تنسر را از ساخته‌های دورهٔ خسرو انوشیروان انگاشت. او یادآور شد که اگرچه در نامهٔ تنسر گزارش می‌شود هم‌روزگار با اردشیر بابکان، مردی به نام قابوس، پادشاه کرمان بود و سپس خود فرمانبردار اردشیر شد، اما دیگر گزارش‌های تاریخی گواه‌اند که در این دوره، پادشاه کرمان یکی از پارتیان به نام بلاش بوده‌است. ازاین‌رو، به عقیدهٔ مارکوارت، نویسندهٔ نامهٔ تنسر در دورهٔ خسرو انوشیروان، نام کاووس/ قابوس برادر این پادشاه را به جای نام بلاش، پادشاه کرمان در دورهٔ اردشیر بابکان نهاده‌است.
ویدن‌گرن هم یادآور شد که نامهٔ تنسر «واقعاً یادگاری از روزگار اردشیر یکم نیست، بلکه از برساخته‌های دورهٔ خسرو یکم است، بنابراین ارزش تاریخی اندکی دارد جز این‌که از بلندپروازی‌های روحانیت در دورهٔ اخیر ساسانی پرده برمی‌گیرد. در این‌که نامهٔ تنسر سندیت ندارد، چندین دلیل می‌توان اقامه کرد که از آن شمارند: ۱. تاریخ نشان می‌دهد که قدرت روحانیت زرتشتی بسیار کمتر از آن بوده که در این متن تصور می‌رود؛ ۲. نفوذ سیاسی روحانیت در مقایسه با نفوذی که بزرگان زمین‌دار اعمال می‌کردند بی‌اهمیت بوده‌است؛ ۳. هنگامی که منابع تاریخی جزئیاتی دربارهٔ برآمدن و فروافتادن پادشاهی ساسانی به دست می‌دهند، تصویری ارائه می‌کنند که با آنچه در نامهٔ تنسر یافت می‌شود، فرق دارد؛ منابع تاریخی حتی یادی از موبدان موبد در میان نمی‌آورند».
به عقیدهٔ پیگولوسکایا هم، این نامه در نیمهٔ نخست سدهٔ ششم در دورهٔ خسرو انوشیروان و برای قانونی نمایاندن و درستی نوآوری‌ها و نهادهای تازه‌ای که او به وجود آورده‌بود، نوشته شده‌است تا اندیشه‌ها و نوآوری‌ها و تغییراتی که در این نامه دیده می‌شوند، پدیده‌ای کهنه و از روزگار اردشیر بابکان شناخته شود.

### دورهٔ اردشیر بابکان
به عقیدهٔ دارمستتر، تاریخِ نامهٔ تنسر، به دورهٔ پادشاهی اردشیر بابکان بازمی‌گردد و آنچه در این نامه به چشم می‌آید، بازتاب‌دهندهٔ رخدادهای دورهٔ آغازین تاریخ ساسانیان است. او می‌گوید عبدالله بن مقفع به هنگام ترجمهٔ نامهٔ تنسر به عربی، پاره‌ای گفتارهای تازه همچون داستانی از کلیله و دمنه را به آن افزوده‌است و برای این‌که متن نامه از سوی خوانندگان مسلمان پذیرفته شود، با آوردن گفتارهایی از تورات و انجیل، از رنگ‌وبوی زرتشتی این نامه فروکاسته‌است. دارمستتر عقیده دارد با توجه به خصوصیات شفاهی بودن و سینه به سینه حفظ شدن ادبیات پهلوی، به نظر می‌آید این نامه گرچه در اصل به زمان اردشیر یکم تعلق دارد ولی در زمان‌های گوناگون خصوصاً در دوران انوشیروان و پس از آن، دچار دستکاری‌هایی شده و مطالبی بر آن افزوده شده و تغییراتی مطابق وضع زمانه در آن داده شده‌است.
مری بویس هم‌داستان با دارمستتر، تاریخِ نامهٔ تنسر را به دورهٔ اردشیر بابکان بازمی‌گرداند و عقیده دارد که نامهٔ تنسر در دورهٔ پادشاهی اردشیر بابکان نوشته شده‌است اما در زمان‌های گوناگون، به‌ویژه در دورهٔ پادشاهی خسرو انوشیروان و پس از آن، تغییراتی در آن راه یافته و پاره‌ای گفتارها به آن افزوده شده‌است. بویس با اشاره به دستکاری‌های ابن مقفع در ترجمهٔ متن نامه از فارسی میانه به عربی، و افزوده‌های ابن‌اسفندیار در ترجمهٔ آن از عربی به فارسی، می‌گوید اگر این افزوده‌ها و شاخ و برگ‌های ساختگی از متن نامهٔ تنسر زدوده شوند، نامه‌ای خواهیم داشت که باید در نیمهٔ نخست سدهٔ سوم میلادی نوشته شده‌باشد. همچنین بویس همانندی‌های نامهٔ تنسر با عهد اردشیر را در پیوند با این واقعیت دیده‌است که این دو متن را در دورهٔ اردشیر بابکان نوشته بودند و سپس‌تر و به‌ویژه در دورهٔ خسرو انوشیروان و پس از آن، دچار کاستی‌ها و افزودگی‌هایی شده‌اند.
شهرام جلیلیان نیز با اتکا به نظر بویس و یافتن مواردی در نامهٔ تنسر که بازتابی از جامعهٔ ساسانی در دورهٔ اردشیر بابکان است، این نامه را واقعی و زمان نگارش آن را در دورهٔ اردشیر می‌داند.

### دورهٔ یزدگرد سوم
م. گریگناسچی که تاریخِ عهد اردشیر را از آغاز دورهٔ پادشاهی یزدگرد سوم می‌داند، از همانندی‌های نامهٔ تنسر و عهد اردشیر با همدیگر، نتیجه گرفته‌است که نامهٔ تنسر هم باید پس از سال ۶۳۲ میلادی نوشته شده‌باشد، و هدف از نوشته‌شدن آن‌ها، دادن دستورالعمل‌هایی برای بازسازی شاهنشاهی ساسانیان بوده‌است که در نتیجهٔ جنگ‌های خانگی ناتوان و آشفته شده‌بود.

## نویسنده
نویسندهٔ نامه، تنسر یا توسر روحانی زرتشتی در اواخرِ عصرِ اشکانی و از نزدیکان و حامیان اردشیر بابکان بوده‌است. تنسر پس از ظهور اردشیر بابکان به او پیوست و سمت هیربدان هیربد را — که بالاترین مقام در میان هیربدان بود — داشت. گزارش‌های تاریخی نشان می‌دهند که تنسر یکی از دین‌مردانِ زرتشتیِ نیرومند در سال‌های آغازینِ پیدایشِ شاهنشاهی ساسانیان بوده‌است. در خود نامهٔ تنسر هم او می‌گوید که از پنجاه سال پیش از خیزش اردشیر بابکان، با پارسایی زندگی کرده و برای نگاهداری دین کوشیده‌است. نام تنسر در منابع مختلف به اشکال گوناگون مانند، لوسر، دوسر و غیره آمده‌است، اما ریخت‌های دیگری چون «تنشر»، «بنشر»، «بیشر»، «ینشر»، «تبسر»، «بنصر» هم به چشم می‌آید.
کهن‌ترین نوشتهٔ شناخته‌شده‌ای که در آن به تنسر و فعالیت‌هایش اشاره می‌شود، متن فارسی میانهٔ دینکرد است که در سدهٔ سوم هجری به کوشش آذرفَرْنْبَغْ فَرُّخْزادان و آذرباد ایمیدان گردآوری و تدوین شده‌است. دینکرد این روحانی زرتشتی را، «هیربد» یا «هیربدان هیربد» در دورهٔ اردشیر بابکان می‌داند و او را با ویژگی‌هایی همچون «راست دستور»، «پوریوتکیش پارسا» و «سردار مینوی و پُرگفتار و راست گفتار پارسا» می‌ستاید و گزارش می‌دهد که تنسر به اشارهٔ اردشیر بابکان، متن‌های پراکندهٔ مقدس اوستایی را گردآوردی کرده‌است.
در دینکرد سوم آمده‌است:
«آن خداوندگار اردشیر شاهنشاه، پسر بابک، برای دوباره آراستن پادشاهی ایران برآمد و این نوشته از پراکندگی به‌یک جای گرد آورد و پوریوتکیش تنسر پارسا که هیربد بود، برآمد و با تفسیر اوستا سنجید و فرمود که بایستی بر پایهٔ این تفسیر، آن را به‌هم پیوستن، و او همچنان کرد».
و در دینکرد چهارم چنین آمده‌است:
«آن خداوندگار اردشیر شاهنشاه، پسر بابک، با راست دَسْتْوَری (= راهنمایی) تنسر همهٔ آن آموزه‌های دینی را که پراکنده‌بود، به دربار خواست [= در دربار گرد آورد]. تنسر برآمد، آن یک فراز پذیرفت و دیگر را فروهشت [= آنهایی که راست‌تر بودند برگزید بخش‌های دیگر را کنار گذاشت] و اینگونه نیز فرمان داد که: از اکنون تنها آنهایی راست‌اند [= آن تفاسیری درست‌اند] که بر پایهٔ دین مزدایی باشند، چون اکنون هیچ کاستی در آگاهی و دانش دربارهٔ آن‌ها نیست».
در دینکرد هفتم نیز چنین آمده‌است:
«امّا بدان سرزمین آن نزاع باژگون، آن تگرگ باژگون و آن بدگویی باژگون بیاید و از آن سرزمین آن نزاع باژگون نابود نشود و نه آن تگرگ باژگون و نه آن بدگویی باژگون تا آنگاه که بپذیرند [= استقبال کنند] آسرون مینو سالارِ پُرگفتارِ راست گفتار، تنسرِ پرهیزگار را و هنگامی که بپذیرند تنسرِ مینو سالارِ پُرگفتارِ، راست گفتار را، باشد که اگر این سرزمین را درمان خواهند، بیابند و نه به‌گونه‌ای ناساز با دین زردشت [= شیوه‌ای که مغایر با دین زردشت باشد]».
گذشته از دینکرد، پاره‌ای گزارش‌های تاریخی دیگر هم به تنسر و فعالیت‌های او پرداخته‌اند. پیش از همه، ابوالحسن علی بن حسین مسعودی در مُروجُ‌الذَهَب و معادن‌الجوهر، از همراهی و دوستی تنسر با اردشیر بابکان سخن گفته، و او را یکی از زُهّاد و شاهزادگان ایرانی و افلاطونی‌مذهب و پیرو اندیشه‌های سقراط و افلاطون خوانده‌است. او در کتاب دیگر خود، التنبیه و الاشراف می‌گوید که تنسر موبد اردشیر — که او را «دوسر یا دوشر» هم خوانده‌اند — مردی افلاطونی‌مذهب و از بازماندگان ملوک‌الطوایف بوده‌است که زمین‌ها و دارایی‌های پدرش در پارس به او رسیده‌بود. تنسر برای آگاه‌ساختن مردم ایران از خیزش اردشیر بابکان، نمایندگانی را به سرزمین‌های گوناگون ایران فرستاده، و با کوشش‌های خود، زمینهٔ پادشاهی اردشیر و نابودی همهٔ ملوک‌الطوایف را فراهم ساخته‌بود. همچنین مسعودی می‌گوید تنسر نوشته‌هایی نیکو دربارهٔ سیاست‌های شاهانه و دینی داشته که در آن‌ها به فعالیت‌های اردشیر و توجیه بدعت‌هایی که او پیش از دیگران در زمینهٔ دین و پادشاهی به وجود آورده‌بود، پرداخته بوده‌است. یکی از این نوشته‌ها، نامهٔ او به ماجُشْنَسْ، فرمانروای کوه‌های دماوند و ری و طبرستان و دیلم و گیلان، و دیگری نامهٔ تنسر به پادشاه هند بوده‌است. ابوعلی احمد بن محمّد مسکویه در تَجارِب‌ُالأُمَمْ گزارش می‌دهد که اردشیر بابکان در سامان بخشیدن به پادشاهی ایرانیان و نابودی ملوک‌الطوایف، از اندرزهای خردمندانهٔ هیربدی پارسا به نام تنسر سود می‌جسته‌است. ابوریحان بیرونی در کتاب تحقیقُ مالِلْهِند، قطعه‌ای را دربارهٔ چگونگی ازدواج ابدال از نامهٔ «توسر، هربذ هرابذه» به پدشوارگرشاه — که در آن به انتقادهای او از اردشیر بابکان پاسخ داده‌بود — آورده‌است. ابن‌بلخی در فارسنامه، وزیر اردشیر بابکان را مردی خردمند به نام تسار خوانده و می‌گوید که اردشیر همهٔ کارهای خود را به رأی و تدبیر او انجام می‌داده‌است.
این گزارش‌ها گواه‌اند که تنسر یکی از دین‌مردانِ زرتشتیِ نیرومند در سال‌های آغازینِ پیدایشِ شاهنشاهی ساسانیان بوده‌است. در خود نامهٔ تنسر هم او می‌گوید که از پنجاه سال پیش از خیزش اردشیر بابکان، با پارسایی زندگی کرده و برای نگاهداری دین کوشیده‌است.
دگرگونیِ نام توْسَر به تَنْسَر، گویا در نتیجهٔ اشتباه‌خوانی خط پهلوی کتابی بوده‌است که در آن برای دو حرف «و» و «ن» تنها یک نشانه وجود دارد، نه اشتباه در خواندن خطّ عربی. به عقیدهٔ کریستنسن، اگر عبدالله بن مُقَفّع در ترجمهٔ متن پهلوی نامهٔ تنسر به عربی، نام تنسر را توْسَر خوانده‌بود، می‌بایست در ترجمهٔ فارسی ابن‌اسفندیار هم به جای تنسر، این تلفّظ دیده می‌شد و ازاین‌رو بیرونی که او را «توْسَر، هیربذان هیربذ» خوانده‌است، باید آن را از متن پهلوی نامهٔ تنسر یا منبع پهلوی دیگری گرفته باشد، نه از ترجمهٔ عربی ابن مقفع. با شناخته‌شدن سنگ‌نوشتهٔ شاپور یکم بر کعبهٔ زرتشت، آشکار شد که ریخت درست این نام در دورهٔ ساسانیان و در زبان فارسی میانه، «توْسَر» بوده‌است. به گزارش شاپور، یکی از هموندان دربار پدرش اردشیر بابکان، مردی به نام «مهرَگ توْسَرگان» (در متن فارسی میانه: mtrk ZY twslk’n؛ در متن پارتی: mtrk twsrkn؛ در متن یونانی: Μεερικ Τονσσεριγαν) بوده‌است. چون در خط پهلوی کتیبه‌ای، برای حرف «و» نشانهٔ جداگانه‌ای وجود دارد، این سنگ‌نوشته نشان می‌دهد که ریخت درست این نام، «توْسَر» بوده‌است. امروزه بیشتر پژوهندگان، در نوشته‌های خود ریخت سُنتی تنسر را می‌آورند و چنان‌که مری بویس هم یادآور می‌شود، تغییر آن به توْسَر فایدهٔ چندانی ندارد.

### یکی‌دانستن تنسر و کرتیر

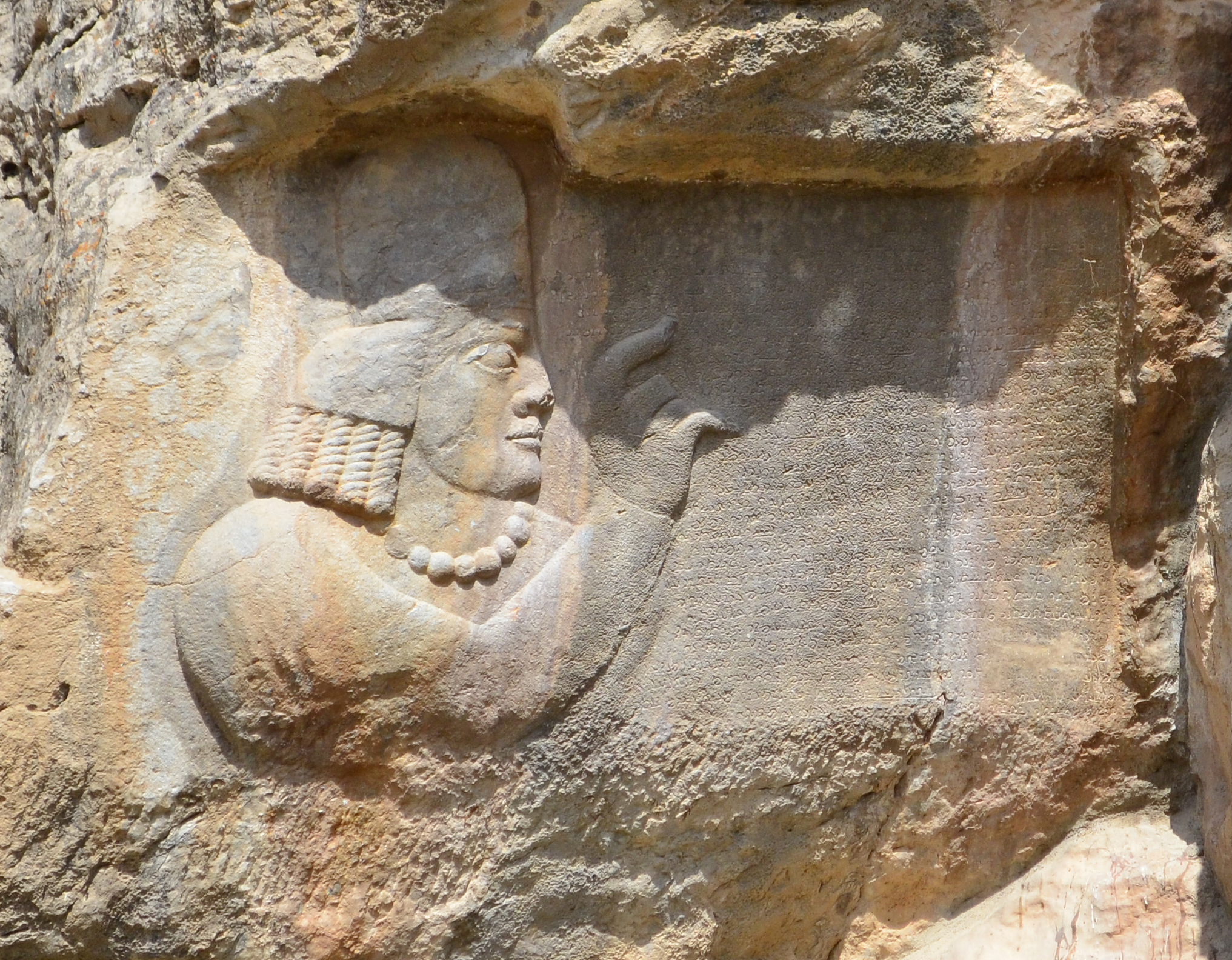
کرتیر در سنگ‌نگاره‌اش در نقش رجب

در گزارش‌های تاریخی و نوشته‌های دینی خودِ دورهٔ ساسانیان، هیچگونه اشاره‌ای به نام تنسر دیده نمی‌شود و در سنگ‌نوشتهٔ شاپور یکم بر کعبهٔ زرتشت هم از هیچ چهره‌ای دینی در فهرست نام درباریان اردشیر بابکان یاد نشده‌است. ازاین‌رو، چون نام تنسر با همهٔ بزرگی و شکوه ویژهٔ او در نوشته‌های ادبی و دینی زرتشتی، در هیچ‌کدام از سنگ‌نوشته‌های دورهٔ ساسانیان دیده نمی‌شود و از سوی دیگر، نام کرتیر، موبد نیرومند سدهٔ سوم میلادی و هم‌روزگار با آغاز دورهٔ ساسانیان، تنها در سنگ‌نوشته‌های خود او و سنگ‌نوشتهٔ شاپور یکم بر کعبهٔ زرتشت و در گزارش‌های مانویان آمده‌است و در هیچ‌کدام از نوشته‌های ادبی و دینی زرتشتی به چشم نمی‌آید، پاره‌ای از پژوهندگان، تنسر و کرتیر را یکی انگاشته‌اند.
پیش از همه، هرتسفلد بود که این دو چهرهٔ تاریخی را یکی پنداشت. اشپرنگلینگ هم که پیش از دیگران به ترجمهٔ سنگ‌نوشته‌های کرتیر پرداخت، این دو را یکی شناخت و باور داشت که آنچه در دینکرد دربارهٔ فعالیت‌های دینی تنسر آمده‌است، گزارش فعالیت‌های دینی موبد کرتیر است که او در سنگ‌نوشته‌های خود به آن‌ها پرداخته‌است. همچنین لوکونین به سادگی تنسر را چهره‌ای افسانه‌ای و نامهٔ تنسر را هم ساخته و پرداختهٔ موبدان زرتشتی در سدهٔ ششم میلادی خواند. با وجود این، مری بویس با استدلال‌هایی منطقی، تنسر و کرتیر را همچون دو چهرهٔ تاریخی جداگانه بازشناخت. او با اشاره به ناهمسانی نام‌شناختی این دو، به روشنی نشان داد که کرتیر و تنسر، هر دو نام‌هایی خاص‌اند، چنان‌که در خود سنگ‌نوشتهٔ شاپور یکم بر کعبهٔ زرتشت، گذشته از نام «کرتیر هیربد»، دو نام «کرتیر پسر اردوان» و «مهرگ پسر توسر» هم دیده می‌شوند که نشان‌دهندهٔ وجود نام‌های کرتیر و توسر در آغاز دورهٔ ساسانیان‌اند. همچنین بویس یادآور شد که دورهٔ زندگانی و فعالیت‌های مذهبی تنسر و کرتیر با همدیگر یکی نیستند، چون به‌گزارش منابع گوناگون تاریخی و خودِ نامهٔ تنسر، او در دورهٔ اردشیر بابکان زندگی می‌کرد و اوج فعالیت‌ها و نیرومندی او، در دورهٔ فرمانروایی اردشیر بوده‌است، اما از درون‌مایهٔ سنگ‌نوشته‌های کرتیر پیداست که او در دورهٔ اردشیر بابکان باید بسیار جوان بوده‌باشد و اوج نیرومندی و فعالیت‌های او در دورهٔ بهرام دوم بوده‌است. از سوی دیگر، بویس استدلال آورد که زمینهٔ فعالیت‌ها و دستاوردهای تنسر و کرتیر کاملاً با همدیگر ناهمخوانند. در تاریخ کیش زرتشتی، نام تنسر همیشه در پیوند با کوشش‌های او در گردآوری متن‌های مقدس زرتشتی و فراهم‌آوردن متن معیاری از اوستا و نگهداری آن دیده می‌شود، اما کرتیر در سنگ‌نوشته‌های خود، هیچ اشاره‌ای به انجام چنین کارهایی از سوی خود نمی‌کند و روی‌هم‌رفته باید کرتیر و تنسر را دو چهرهٔ تاریخی جداگانه بازشناخت.

### یکی‌دانستن تنسر و اَبَرسام
به‌گزارش ابن‌بلخی، اردشیر بابکان، وزیری به نام «تسار» داشت و همهٔ کارهای خود را به رأی و تدبیر او انجام می‌داده‌است. نیکلسون و لسترنج در تصحیح متن فارسنامهٔ ابن‌بلخی، «تسار» را ریخت تغییریافتهٔ واژهٔ «بَرسام» دانسته‌اند، که طبری در گزارش دورهٔ پادشاهی اردشیر بابکان، آن را «اَبَرسام» آورده‌است. در سنگ‌نوشتهٔ شاپور یکم بر کعبهٔ زرتشت، نام ابرسام در فهرست هموندان دربار اردشیر بابکان، در ردهٔ پانزدهم آمده‌است و تنها اوست که لقب شکوهمندِ «اردشیر فرّ» (= دارندهٔ فرّ اردشیر) گرفته‌است. همانندی در ریخت نام‌های ابرسام و تنسر در پاره‌ای منابع تاریخی این پنداشت را به وجود آورده‌است که شاید تنسر و ابرسام یکی باشند، اما کریستنسن با اشاره به این‌که ریخت نوشتاری این دو نام در خط پهلوی و همچنین در خط عربی و فارسی بسیار متفاوت است و از سوی دیگر طبری در یک گزارش خود ابرسام را وُزرگ‌فرمذار اردشیر بابکان خوانده‌است و در گزارشی دیگر او را هَرْجَنْد می‌خواند، به خوبی نادرستی این عقیدهٔ را نشان داده‌است. کریستنسن می‌گوید هَرْجَنْد ریخت تغییریافتهٔ هَرْگْبَذْ یا اَرْگْبَذْ است و در منابع عربی اَرْگْبَذْ به‌گونهٔ هَرْجَنْد و هَرْجَدْ آمده‌است که همانندی زیادی با واژهٔ هَرْبَدْ یا همان هیربد دارد که لقب تنسر بوده‌است. در نتیجه، در منابع آمیختگی هَرْگْبَذْ و هیربذ به آمیختگی هَرْگْبَذْ ابرسام و هیربذ تنسر کشیده شده‌است. باید یادآور شد که یارشاطر و تفضلی اگرچه دربارهٔ یکی نبودن ابرسام و تنسر با کریستنسن هم‌عقیده‌اند، امّا دربارهٔ منصب ابرسام با او، و خود آن‌ها با همدیگر، هم‌داستان نیستند. یارشاطر با اشاره به ماهیت فعالیت‌ها و وظایف ابرسام در منابع تاریخی، وی را «پرده‌دار» یا «مشاور بانفوذ» اردشیر بابکان خوانده‌است، و تفضلی هم او را «رئیس خواجگان دربار و محافظ حرم» می‌خواند.

## سرگذشت نامه
این نامه یکی از مهم‌ترین نوشته‌های مجموعهٔ ادبیات پارسی میانه است که آگاهی‌های ارزشمندی دربارهٔ سازمان اجتماعی و اداری ایران در دورهٔ ساسانیان به دست می‌دهد. متن پهلوی نامهٔ تنسر را روزبه پسر داذگُشْنَسْب (عبدلله بن مقفع)، در نیمهٔ نخست سدهٔ دوم هجری قمری به زبان عربی ترجمه کرد. او در دیباچهٔ ترجمهٔ نامهٔ تنسر می‌گوید پایهٔ ترجمه‌اش، گزارش «بهرام بن خورزاد و او از پدر خویش منوچهر موبد خراسان و عُلمای پارس» بوده‌است. با این همه، این زنجیرهٔ نام‌ها اندکی گنگ است و شاید چنین بوده باشد: بهرام پسر خورزاد، و خورزاد پسر منوچهر، موبد خراسان و از علمای پارس. به‌عقیدهٔ مینوی دیباچهٔ ابن مقفع و متن نامهٔ تنسر، آشکار می‌گرداند که ابن مقفع، یک متن پهلوی را که گردآوردهٔ بهرام پسر خورزاد بود در دستان خود داشته‌است و در ترجمهٔ آن به عربی، دیباچه و پاره‌ای گفتارهای تازه همچون داستانی از کلیله و دمنه را به آن افزوده و در کوشش برای زدودن رنگ‌وبوی زرتشتی این نامه برای پذیرفته‌شدن آن در جامعهٔ اسلامی، گفتارهایی از تورات و انجیل را هم در لابه‌لای متن نامه گنجانده‌است. امروزه متن پهلوی و همچنین ترجمهٔ عربی نامهٔ تنسر گم شده و شاید برای همیشه نابود شده‌اند.
بهاءالدین محمد بن حسن بن اسفندیار، تاریخ‌نویس ایرانیِ پایانِ سدهٔ ششم و آغاز سدهٔ هفتم هجری و نویسندهٔ کتاب تاریخ طبرستان که خود از مردم طبرستان بود، چندی در دربار باوندیان، و از پشتیبانی حسام‌الدّوله اردشیر بن حسن باوندی (۵۶۷–۶۰۲ ه‍.ق) برخوردار بود. در سال ۶۰۶ ه‍.ق هنگامی که از بغداد به ایران می‌آمد، در میانهٔ راه از کشته‌شدن نصیرالدّوله رستم بن اردشیر بن حسن و پیوستن بزرگان طبرستان به سلطان محمد خوارزمشاه آگاه شد، به ری آمد. روزی در این شهر، «در دارالکتب مدرسهٔ شهنشاه غازی رستم بن علی بن شهریار»، کتابی دید به نام عُقَدِ سحر و قلائد دُرّ که ابوالحسن بن محمد یزدادی دربارهٔ تاریخ گاوبارگان طبرستان به زبان عربی نوشته‌بود. ابن‌اسفندیار این کتاب را به فارسی ترجمه‌کرد و آن را شالودهٔ تألیف خود دربارهٔ تاریخ طبرستان کرد. پس از دو ماه زندگی در ری، برای دیدار پدر به آمل در طبرستان شتافت و سپس به خوارزم رفت و پس از پنج سال، روزی در «رَستهٔ صحافان» کتابی دید که یکی از رساله‌های آن ترجمهٔ عربی عبدالله بن مُقَفّع از متن پهلوی نامهٔ «تنسر، دانای فارس، هربذ هرابذهٔ اردشیر بابک» در پاسخ به «نوشتهٔ جُشْنَسْف شاه، شاهزادهٔ طبرستان» بود، و ابن‌اسفندیار پس از ترجمهٔ آن به زبان فارسی، متن نامه را در مقدمهٔ تاریخ طبرستان خود آورد. محتوای تاریخ طبرستان و اشاره‌هایی که ابن اسفندیار در مقدمهٔ کتاب به زندگی و مسافرت‌های خود دارد، نشان می‌دهد که او در سال ۶۱۱ یا ۶۱۲ ه‍.ق ترجمهٔ عربی نامهٔ تنسر را به دست آورده‌است، و دست‌کم تا سال ۶۱۳ ه‍.ق/۱۲۱۶ م هنوز زنده بوده و به نوشتن تاریخ طبرستان می‌پرداخته‌است. روشن نیست که آیا او همچنان در خوارزم بوده‌است و در سال ۶۱۷ ه‍.ق که مغولان خوارزم را گشودند، کشته شده یا این‌که پیشتر به مازندران بازگشته بوده‌است. نیک پیداست که پاره‌ای شعرهای عربی و فارسی، آیه‌هایی از قرآن، نوشته‌هایی به زبان عربی و گفته‌ای از علی بن ابی‌طالب که در لابه‌لای متن نامهٔ تنسر در مقدمهٔ تاریخ طبرستان دیده می‌شود، همگی باید از افزوده‌های خود ابن‌اسفندیار به هنگام ترجمهٔ نامه از عربی به فارسی باشد.

## نسخه‌ها

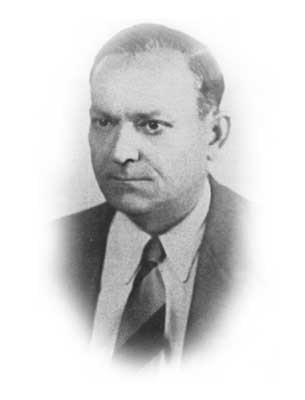
عباس اقبال

از کتاب تاریخ طبرستان، نسخه‌های زیادی شناخته شده‌است، اما همهٔ این نسخه‌ها ناقص و آشفته‌اند، و به جز نسخهٔ «الف» که صحیح‌ترین و کامل‌ترین نسخهٔ شناخته‌شدهٔ تاریخ طبرستان است، هیچ‌کدام از دیگر نسخه‌ها کهن‌تر از سال ۱۰۰۰ ه‍.ق نیستند. همچنین گذشته از نسخه‌های «الف» و «ب»، دیگر نسخه‌های تاریخ طبرستان، همه از روی یک نسخهٔ ناقص و آشفته استنساخ شده‌اند.

### نسخهٔ الف
این نسخه از تاریخ طبرستان، که تاریخ پایان‌گرفتن استنساخ جلد اول آن ماه صفر و جلد دوم آن ماه ربیع‌الاول سال ۹۷۸ ه‍.ق است، نسخه‌ای است در ۱۵۱ ورق به قطع بزرگ ۳۰×۲۲ سانتیمتر، و در هر صفحهٔ آن ۲۵ سطر وجود دارد. نسخهٔ تاریخ رویان، نوشتهٔ مولانا اولیاءالله آملی هم ضمیمهٔ نسخهٔ «الف» بوده‌است، اما بعدها آن را از این نسخه جدا کرده‌اند. نسخهٔ «الف» در آغاز متعلق به آقای تقی کیانی مازندرانی (معتصم‌الملک) از دوستان عباس اقبال بود، و بعدها این نسخه از تاریخ طبرستان — که البته تاریخ رویان آملی از آن جدا شده‌بود — به دست حاجی محمد رمضانی مدیر کُلالهٔ خاور افتاد، و در سال ۱۳۲۱ ه‍.ش به کوشش عباس اقبال انتشار یافت.
اگرچه نسخهٔ «الف»، کهن‌ترین و کامل‌ترین نسخهٔ شناخته‌شدهٔ تاریخ طبرستان است، اما باز هم چندان صحیح نیست، و هنوز افتادگی‌ها و غلط‌های زیادی در آن وجود دارد. به‌ویژه در ضبط اشعار یا عبارات عربی، در نسخهٔ «الف» نیز، همچون دیگر نسخه‌ها غلط‌ها و تغییراتی راه یافته، اما برتری نسخهٔ «الف» این است که کاتب آن، همهٔ آنچه را که در متن کتاب دیده‌است به همان‌گونه استنساخ کرده، و هیچ شعر یا عبارت عربی را، اگرچه معنی و ریخت صحیح آن را درنیافته، نانوشته نگذاشته‌است. همچنین عبارات و قسمت‌های بسیار زیاد و مهمی از تاریخ طبرستان در نسخهٔ «الف» وجود دارد که در هیچ‌کدام از دیگر نسخه‌ها دیده نمی‌شود. از ابتدای نسخهٔ «الف»، چند برگ افتاده، و چنان‌که از مطالعهٔ دیگر نسخه‌ها پیداست همهٔ مقدمهٔ مؤلف و قسمتی از ترجمهٔ نامهٔ تنسر و سخنان عبدالله بن مقفع را شامل می‌شود. به سخن دیگر، نسخهٔ «الف» با جملهٔ عربی «السّفله الی المواضع العلیّه فانصرِفَ عنْ هذا الرّأی،» متعلق به نامهٔ ارسطاطالیس (= ارسطو) به اسکندر آغاز می‌شود.

### نسخهٔ ب
تاریخ پایان استنساخ این نسخه از تاریخ طبرستان، که ۱۵۰ ورق به قطع بزرگ ۳۳×۲۱ سانتیمتر است و در هر ورق آن ۱۹ سطر وجود دارد، روز جمعه بیستم ماه جمادی‌الثانی سال ۱۰۰۳ ه‍.ق است و پس از نسخهٔ «الف»، کهن‌ترین نسخهٔ تاریخ طبرستان است. نسخهٔ «ب»، حدّ وسط نسخهٔ «الف» و نسخه‌های معمولی تاریخ طبرستان است، چراکه همچون نسخهٔ «الف»، صحیح و کامل نیست و آشفتگی و نقص نسخه‌های معمولی هم در آن وجود ندارد. همانند نسخهٔ «الف»، تاریخ طبرستان و رویان اولیاءالله آملی هم ضمیمهٔ نسخهٔ «ب» شده‌است.

## چاپ‌های نامهٔ تنسر و پژوهش‌ها دربارهٔ آن
نامهٔ تنسر را پیش از همه، جیمز دارمستتر، از روی دو نسخهٔ تاریخ طبرستان که در سال‌های ۱۰۳۲ و ۱۰۶۷ ه‍.ق/۱۶۳۲ و ۱۶۵۶ م نوشته شده‌بودند، در سال ۱۸۹۴ میلادی و در مجلهٔ آسیایی، با ترجمهٔ فرانسوی آن و یادداشت‌هایی ارزشمند انتشار داد. در سال ۱۳۰۵ ه‍.ش ارنست هرتسفلد، نسخه‌ای از پژوهش دارمستتر را به مجتبی مینوی داد تا از آن برای خود یک نسخهٔ دست‌نوشت فراهم آورد. از روی این دست‌نوشت بود که علی‌اکبر دهخدا، نامهٔ تنسر را همراه با توضیحات و یادداشت‌هایی در امثال و حکم انتشار داد.
مینوی در سال ۱۳۱۰ ه‍.ش دو نسخه از تاریخ طبرستان ابن‌اسفندیار را که متعلق به عباس اقبال بودند از او گرفت و رونوشت خود از نامهٔ تنسر چاپ دارمستتر را با آن‌ها سنجید. یکی از آن دو نسخه، از روی نسخه‌ای متعلق به سال ۹۷۸ ه‍.ق برای خود عباس اقبال نسخه‌برداری شده‌بود، و از دیگر نسخه‌های تاریخ طبرستان کامل‌تر بود، چنان‌که گویی این دست‌نوشت، نسخهٔ اصلی بود و دیگر نسخه‌ها خلاصه شده‌بودند. در ترجمهٔ نامهٔ تنسر، بسیاری عبارت‌ها و شعرها در این نسخه وجود دارد که در دیگر نسخه‌ها دیده نمی‌شود، و البته بدون آن‌ها پاره‌ای مطالب ابهام‌آلوداند. همچنین بسیاری از واژه‌ها و جمله‌ها که در نسخه‌های دیگر، به دست کُتّاب یا در نتیجهٔ نسخه‌برداری‌ها تغییر یافته‌اند، در این نسخه صحیح مانده‌است. نسخهٔ دیگر اقبال، کاملاً همانند یکی از دو نسخهٔ استفاده‌شدهٔ دارمستتر — یعنی نسخهٔ کتابخانهٔ هند شرقی — بود، و فایدهٔ آن نشان دادن غلط‌هایی بود که در پژوهش دارمستتر، در نتیجهٔ بدخواندن واژه‌ها یا در روند چاپ به وجود آمده‌بود. نامهٔ تنسر دارمستتر، مطابق با این نسخهٔ عباس اقبال است و بیشتر نسخه‌بدل‌هایی که دارمستتر در پانوشت آورده‌است همانند با نسخهٔ اصلی و کامل اقبال است. مینوی با استفاده از این نسخه‌ها، در سال ۱۳۱۱ ه‍.ش متن نامهٔ تنسر را با مقدمه‌ای طولانی و یادداشت، همراه با ترجمهٔ مقاله‌ای از آرتور امانوئل کریستنسن، به نام «ابرسام و تنسر» به چاپ رساند. همچنین مینوی پس از انتشار نامهٔ تنسر، با متن اصلی نسخه‌ای که در سال ۹۷۸ ه‍.ق نوشته شده، و متعلق به مُعتصم‌المُلک کیانی بود و متن عباس اقبال از روی آن نسخه‌برداری شده‌بود، آشنا گردید و پاره‌ای از افتادگی‌ها و خوانش‌های نادرست در رونوشت عباس اقبال را یادآور شد. در آن هنگام، این نسخهٔ کهن تاریخ طبرستان که گفته شد متعلق به مُعتصم‌المُلک کیانی بود، به دست حاجی محمد رمضانی مدیر کلالهٔ خاور افتاده‌بود، و در سال ۱۳۲۱ ه‍.ش به کوشش عباس اقبال انتشار یافت.
در سال ۱۹۴۹–۱۹۵۰ میلادی در مؤسسهٔ مطالعات شرقی و آفریقایی لندن، با همکاری والتر برونو هنینگ و مجتبی مینوی سمیناری دربارهٔ متن‌های ایران باستان برگزار گردید و یکی از متن‌هایی که در آن خوانده شد، نامهٔ تنسر چاپ مینوی بود و خود مینوی هم توضیحاتی شفاهی دربارهٔ آن داد. مینوی که خود می‌خواست نامهٔ تنسر را به زبان انگلیسی نیز ترجمه و انتشار دهد، بهتر آن دید که این ترجمه توسط پژوهنده‌ای انگلیسی‌زبان انجام گیرد و در نتیجه به خانم مری بویس پیشنهاد داد که او این متن را به انگلیسی ترجمه کند. همچنین پیش از این‌که ترجمهٔ انگلیسی این متن پایان گیرد، خانم هیرثا کیرکترپ مولر نامهٔ تنسر چاپ مینوی را به زبان دانمارکی ترجمه کرد و در سال ۱۹۶۵ میلادی در کپنهاگ به چاپ رساند. ترجمهٔ انگلیسی مری بویس هم، با مقدمه‌ای طولانی و یادداشت‌های فراوان در سال ۱۹۶۸ میلادی در رُم انتشار یافت. تازه‌ترین پژوهش دربارهٔ نامهٔ تنسر را شهرام جلیلیان انجام داده‌است و در سال ۱۳۹۶ ه‍.ش متن نامه را به‌همراه پیشگفتاری تاریخی و یادداشت‌هایی مفصل در اهواز منتشر کرد.